# Мельниця (Сарненський район)
Ме́льниця — село в Україні, у Степанській селищній громаді Сарненського району Рівненської області. Населення становить 359 осіб.

## Географія
Селом протікає річка Мельниця.
Село належить до 3 зони радіоактивного забруднення.

## Історія
У 1906 році колонія Степанської волості Рівненського повіту Волинської губернії. Відстань від повітового міста 75 верст, від волості 7. Дворів 14, мешканців 79.
У 1936 році колонія входила до складу ґміни Степань і складалася з Великої Мельниці (польське поселення), Малої Мельниці (була населена українцями), гаївки Кошари та хутора Сергієве.
У  лютому 1943 року  у Великій Мельниці було сформовано польську самооборону. У березні польські партизанські загони з Гути Степанської спільно з радянськими партизанами напали на загін УПА, що розквартирувався  в Малій Мельниці, було вбито кілька десятків повстанців, нападники підпалили хати. Коли на постріли до УПА з  боку Бутейків підійшло підкріплення нападники відступили. В липні 1943 під час боїв Гуту Степанську і Вирку колонія Велика Мельниця була взята українськими повстанцями і спалена. Після Другої світової війни село було відбудоване українцями.
Відповідно до Розпорядження Кабінету Міністрів України від 12 червня 2020 року № 722-р «Про визначення адміністративних центрів та затвердження територій територіальних громад Рівненської області» увійшло до складу Степанської селищної громади.

## Населення
За переписом населення 2001 року в селі мешкали 352 особи.

### Мова
Розподіл населення за рідною мовою за даними перепису 2001 року:
| Мова       | Відсоток |
| ---------- | -------- |
| українська | 99,72 %  |
| російська  | 0,28 %   |